# Paul II Anton Esterházy

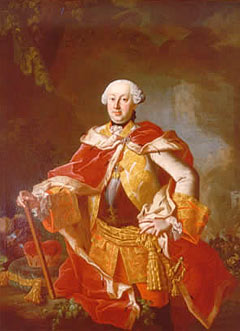
Paul II Anton Esterházy

Paul II Anton Fürst Esterházy (Eisenstadt, Burgenland, 22 april 1711 - Wenen, 18 maart 1762) was een Oostenrijks-Hongaars veldmaarschalk van de keizer en een vorst uit de familie Esterházy. 
Vorst Paul II Anton was de kleinzoon van Paul I Esterházy en de broer van Nicolaas I Jozef Esterházy. Reeds als 20-jarige verkreeg hij het majoraat (erfgoed dat onverdeeld op de oudste zoon moet overgaan) en werd hij de vorstelijke erfopvolger. Hij studeerde in Wenen en in Leiden en had grote interesse in cultuur. Als een typische Esterházy steunde hij de keizerin Maria Theresia vanaf 1741 in de Oostenrijkse Successieoorlog.
Op grond van zijn talrijke successen op het slagveld werd de vorst in 1747 benoemd tot veldmaarschalk-luitenant en werd hij na de oorlog als keizerlijke gezant naar Napels gestuurd. 
Hij verbleef daar van 1750 tot 1753.
Vanaf 1756 vocht hij als generaal der cavalerie mee in de Zevenjarige Oorlog, maar hij trok zich in 1758 in de rang van veldmaarschalk uit het leger terug. Hij hield zich daarna nog meer dan ooit met culturele en humanitaire zaken bezig, zoals de reorganisatie van zijn hoforkest door de aanstelling van Joseph Haydn als vicekapelmeester.
In 1762 overleed hij kinderloos, zijn broer Nicolaas werd zijn erfgenaam.